# Heteropterys lonicerifolia
Heteropterys lonicerifolia är en tvåhjärtbladig växtart som beskrevs av José Jéronimo Triana och Planch.. Heteropterys lonicerifolia ingår i släktet Heteropterys och familjen Malpighiaceae. Inga underarter finns listade i Catalogue of Life.